# Miguel Iriarte Iriarte
Miguel Iriarte Iriarte (Tolosa 1898- Bilbao 1981) fue un médico cardiólogo creador de la fundación Vizcaya pro Cardíacos de Bilbao cuyos  principios fundacionales se basaron en la prevención, tratamiento e inserción social del enfermo cardiaco. En la Fundación pro Cardíacos se formaron varias generaciones de cardiólogos del País Vasco y de todo el Estado.

## Biografía y trayectoria profesional
Miguel Iriarte Iriarte nació en Tolosa (Guipúzcoa) en 1898 y estudió medicina en la Universidad de Valladolid. Inició su actividad profesional  en Villabona (Guipúzcoa) como ayudante del médico Jesús Alustiza y  ejerció como especialista en enfermedades cardio-respiratorias en San Sebastián.  Para profundizar  en la especialidad de cardiología acudió a Paris con el Dr Charles Laubry donde estuvo varios años.  A su vuelta se instaló  en Bilbao donde creó en 1940  la Fundación Vizcaya pro Cardíacos de la que fue su primer director general.
Destacaron sus aportaciones a la auscultación cardiaca y al estudio de los aspectos sociales de los pacientes cardícacos.
Editó un método cardiofónico de auscultación  por la discográfica La Voz de su Amo pionero en su época. Entre sus publicaciones destacan La Peste Roja y El enfermo de corazón, problema de primer plano en medicina social,
En 1964 organizó el congreso anual de la Sociedad Española de Cardiología en Bilbao 
En el museo de la historia de la medicina de la Universidad del País Vasco en su sección de cardiología está expuesto su electrocardiógrafo.
Su hijo, Miguel Iriarte Ezcurdia, siguió sus pasos en la especialidad como catedrático de cardiología en la Universidad del País Vasco y otro hijo suyo, José Antonio, fue presidente de la Real Academia de Medicina del País Vasco.
Falleció en Bilbao en 1981 y se puso su nombre al pabellón de cardiología del hospital de Basurto.

## Distinciones
A lo largo de su vida obtuvo diversos reconocimientos como la Orden Civil del Ministerio de Sanidad, el premio Doctor Matilla de la Real Academia Nacional de Medicina o la de Hijo Predilecto de la Villa de Tolosa.